# Горбацевич, Леонид Антонович
Леонид Антонович Горбацевич (9 марта 1905, деревня Самохваловичи, Минская губерния — 26 июля 1942, Мичуринск) — советский военный деятель, генерал-майор авиации (1941), участник Великой Отечественной войны. Известен как организатор авиационных операций на Воронежском фронте.

## Биография

### Ранние годы и начало пути
Родился в крестьянской семье в деревне Самохваловичи Минского уезда (ныне Минская область, Беларусь). С 1923 года работал в комсомоле, с сентября 1924 года — в Красной Армии. Окончил Ленинградскую военно-техническую школу ВВС (1925), Ленинградскую военно-теоретическую школу ВВС (1927), Борисоглебскую 2-ю военную школу лётчиков (1928). С 1928 года — инструктор-лётчик в Борисоглебске.

### Служба в предвоенные годы
В 1930 году переведён в 8-ю школу военных пилотов (Одесса), где служил инструктором, командиром звена и отряда. В 1935—1936 годах обучался в Липецкой высшей лётно-тактической школе ВВС. С 1937 года — командир 33-й истребительной авиационной бригады (Хабаровск), с 1938 года — командир 20-й авиационной бригады (2-я отдельная Краснознамённая армия). В 1940 году возглавил 29-ю авиационную дивизию (Дальневосточный фронт).
В ноябре 1940 года назначен командиром 5-го авиационного корпуса. В 1941 году окончил Курсы усовершенствования высшего начальствующего состава (КУВНАС) при Военной академии им. М. В. Фрунзе и стал начальником управления бомбардировочной авиации Главного управления ВВС Красной Армии.

### Великая Отечественная война
21 сентября 1941 года назначен начальником Управления авиации Главного командования ВВС. 29 октября 1941 года получил звание генерал-майора авиации. С марта 1942 года командовал 3-й ударной авиационной группой Ставки Верховного Главнокомандования, координируя действия авиации на Южном фронте.
С июля 1942 года — командир 244-й бомбардировочной авиационной дивизии (2-я воздушная армия, Воронежский фронт). Участвовал в Воронежско-Ворошиловградской и Донбасской оборонительных операциях. Лично совершил более 50 боевых вылетов, организовывал уничтожение немецких танковых колонн.

### Гибель и память
26 июля 1942 года погиб во время налёта немецких истребителей Me-109 на аэродром у села Чертовицкое (Воронежская область). Похоронен в Мичуринске с воинскими почестями. 4 мая 2017 года в Мичуринске открыт памятник генералу.

### Награды
— Орден Красной Звезды (4 октября 1941 года).
— Наградное оружие.